# Freestyle Motocross

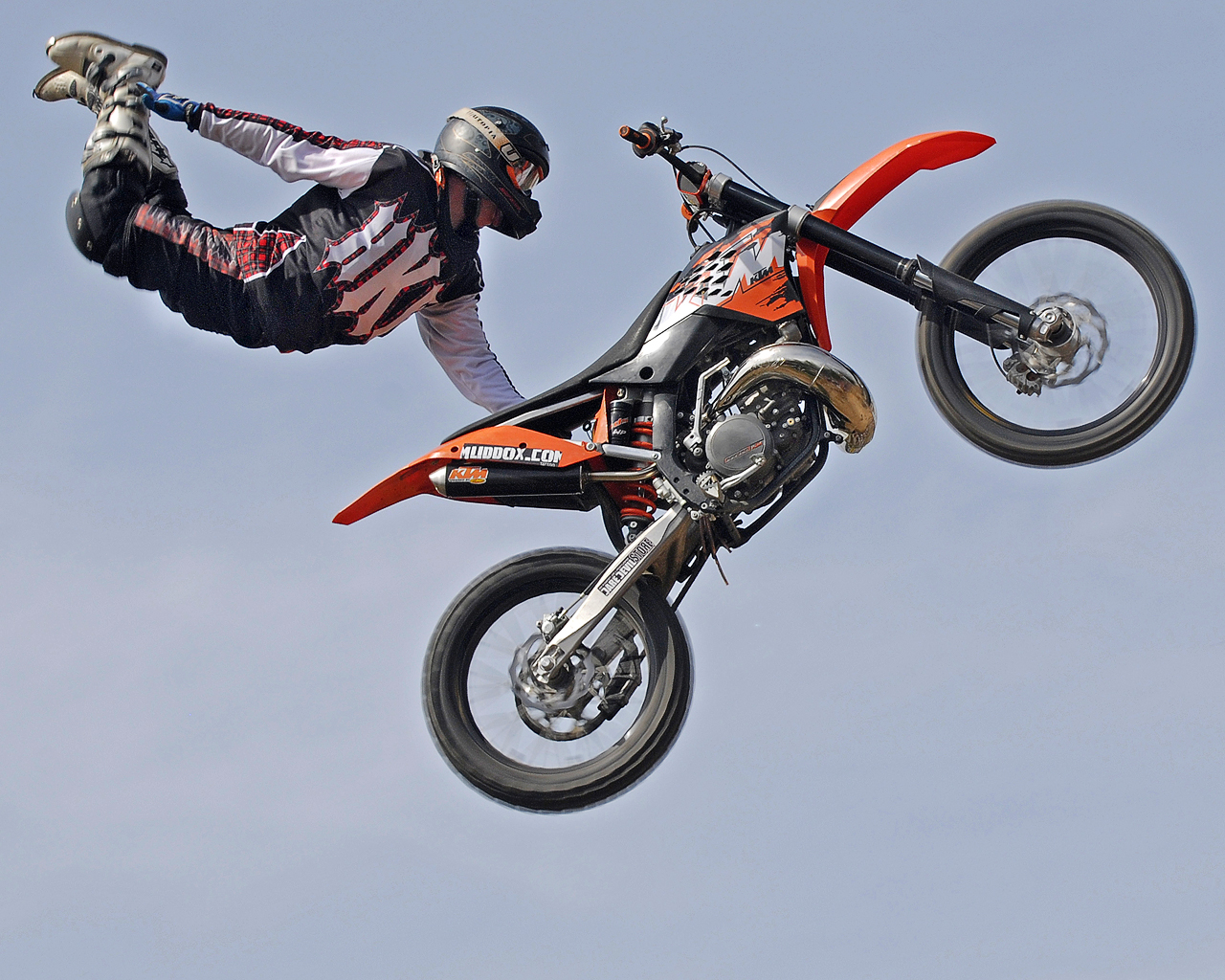
Figur: Superman Seatgrab

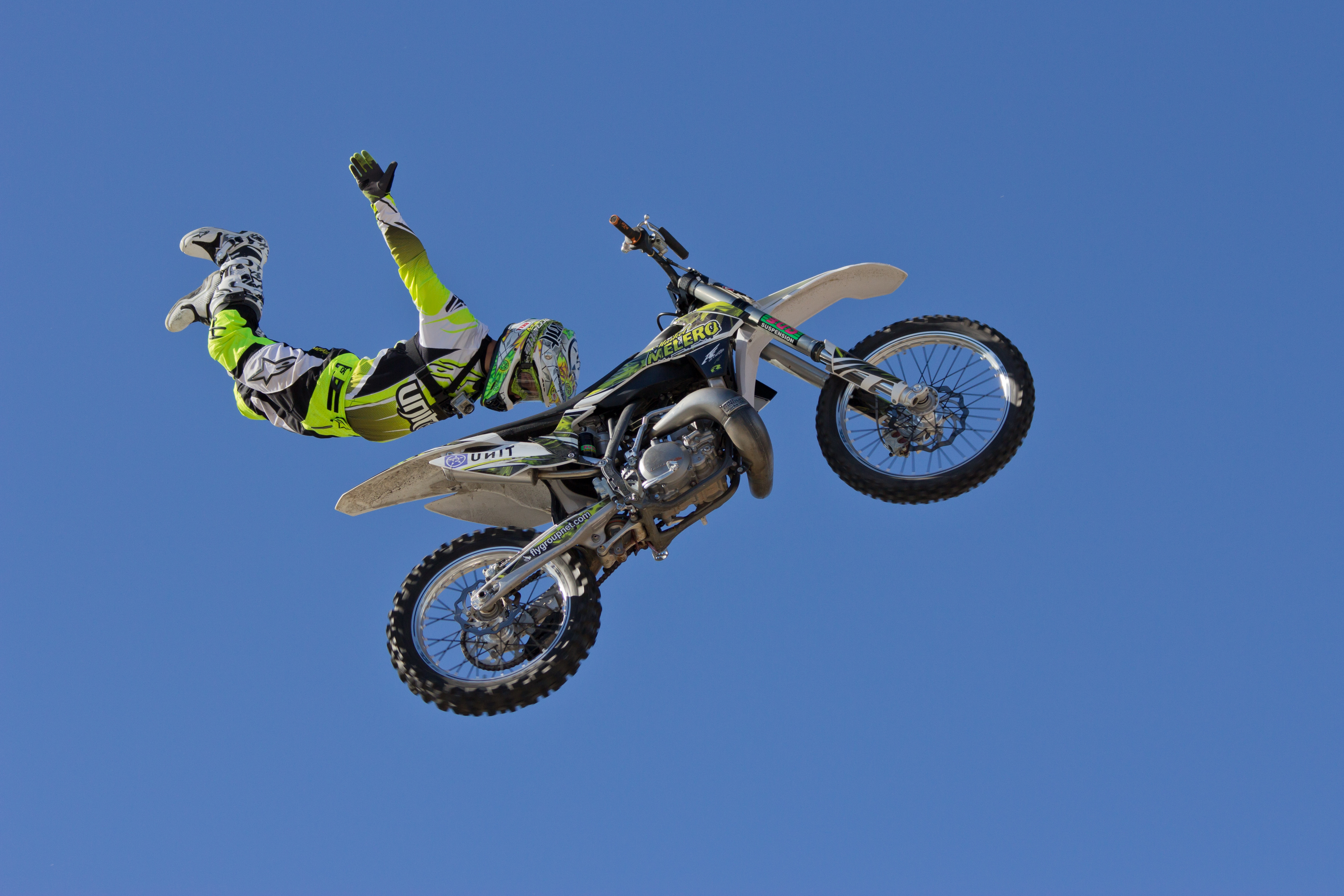
„Rock solid“-Figur

Freestyle Motocross oder kurz FMX hat sich aus dem Motocross entwickelt. Ursprünglich wurden bei Motocross-Wettbewerben neben den eigentlichen Rennen zur Unterhaltung der Zuschauer Wettbewerbe abgehalten, welcher der Fahrer mit seiner Maschine den besten bzw. schönsten whip (s. u.) schaffte. Bald begannen sich Fahrer nur auf diesen Wettbewerb zu konzentrieren, wodurch FMX allmählich zur eigenständigen Disziplin des Sports wurde.
Beim FMX springen die Fahrer mit leicht veränderten Motocross-Maschinen über Sprungschanzen („Kicker“). In den wenigen Sekunden zwischen Absprung und Landung führen sie teils sehr waghalsige Manöver in der Luft aus. Je nach Wettbewerb werden ein einzelner Sprung oder eine Reihe von Sprüngen in vorgegebener Zeit von Kampfrichtern, den Judges, bewertet. Der Fahrer mit der höchsten Wertung gewinnt.
Zu den weltweit besten und erfolgreichsten Fahrern zählen Travis Pastrana (US), Nate Adams (US), Mike Metzger (US), Ronnie Renner (US), Mathieu Rebeaud (CH), Jeremy „Twitch“ Stenberg (US), Dany Torres (ESP) und Ailo Gaup (NOR). Die erfolgreichsten deutschen Fahrer sind Sebastian (Busty) „Airwastl“ Wolter, Hannes „NSA“ Ackermann und Fabian (Fab) Bauersachs.
Die wichtigsten Wettbewerbe im FMX sind die X-Games, die Red Bull X-Fighters und die Night-of-the-Jumps-Serie.

## Verwendete Motorräder
Die meisten Fahrer springen mit 250-cm³-2-Takt-Motorrädern. Diese haben das beste Verhältnis zwischen Leistung und Gewicht. Manche Fahrer benutzen 125-cm³-Bikes, welche ein besseres Handling haben, jedoch keine so gute Beschleunigung. Die Anlaufstrecke zu den Rampen in den FMX-Arenacontests ist normalerweise relativ kurz, so dass man mit einer 125-cm³-Maschine Probleme hat, die benötigte Geschwindigkeit zu erreichen, um über die Rampen zu springen.
Bei FMX-Veranstaltungen werden überwiegend Motorräder der Hersteller KTM, Yamaha und Kawasaki, aber auch von Honda und Suzuki verwendet. 2009 hat Kain Saul erstmals einen Backflip, also Rückwärtssalto, mit einer schweren Harley-Davidson XR1200 ausgeführt.

## Übliche Veränderungen an den Maschinen

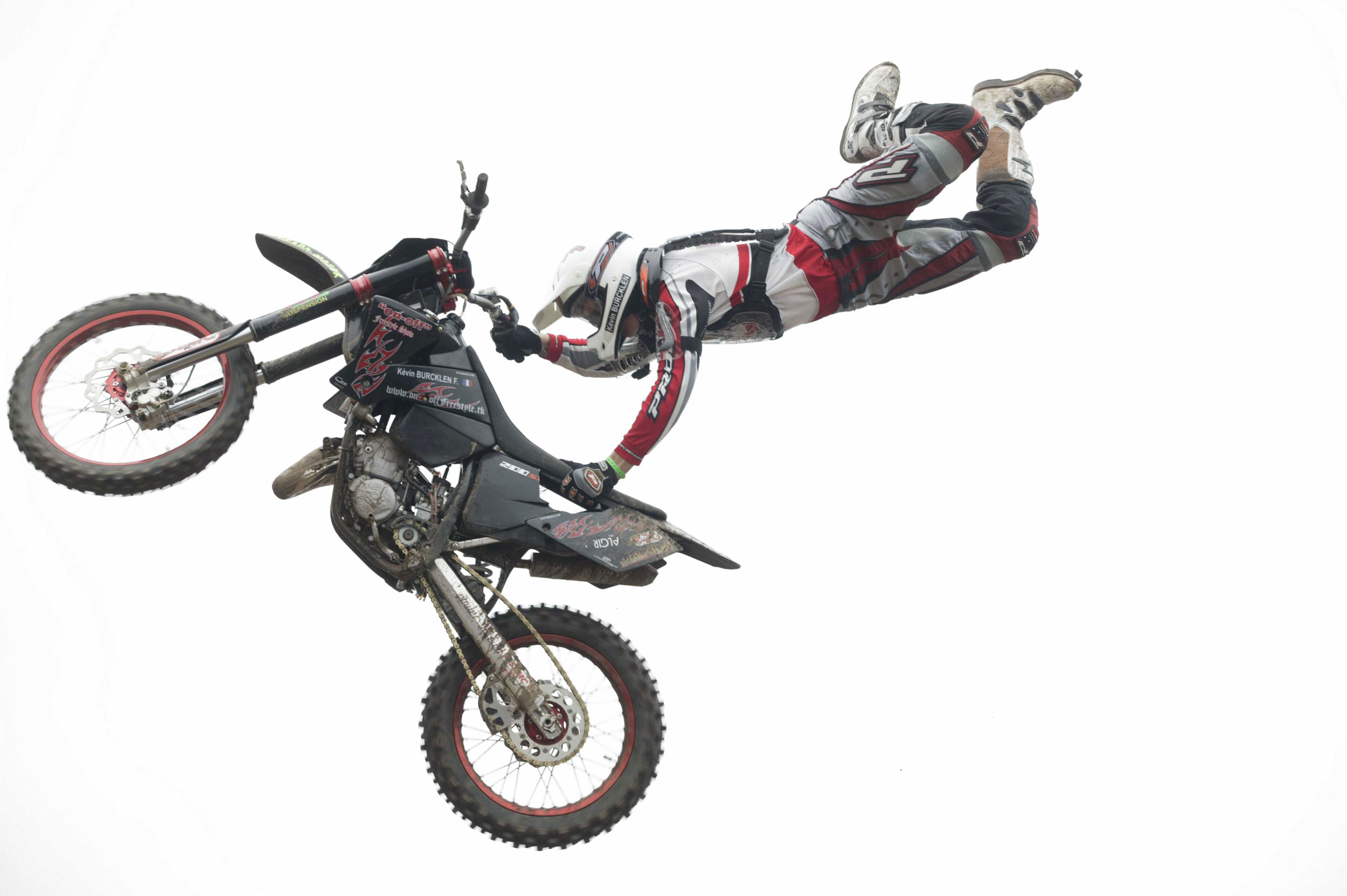
Flache Sitzbank und Grifflöcher in den Seitenteilen

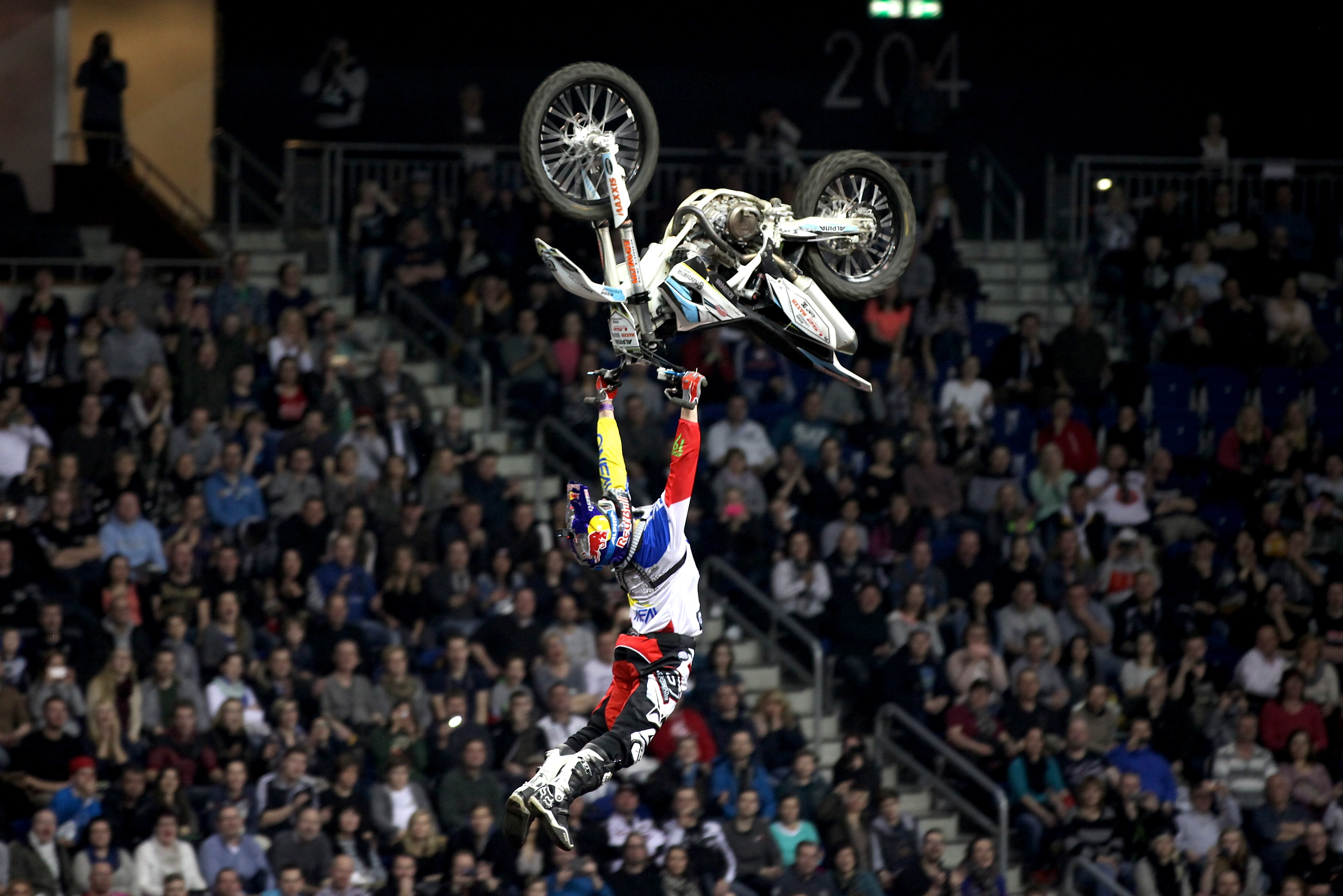
flip levers am Lenker

- Anbringen von Haltegriffen (wegen des Backflips) oder das Einschneiden von Öffnungen an den seitlichen Plastikteilen unterhalb der Sitzbank. Dient dazu, um sich bei besonderen Tricks (bei Seatgrab-Tricks) festhalten zu können. Manche Fahrer kleben dazu auch noch Skateboard-Griptape an die offenen Streben des Heckrahmens, um zusätzliche Kontrolle und Sicherheit während der Sprünge zu erhalten.
- Änderungen am Fahrwerk – Die Stoßdämpfer müssen für harte Landungen eingestellt sein, um die Landung bei sehr hohen oder langen Sprüngen zu dämpfen.[4]
- Kürzung des Hecks (hinterer Kotflügel) – Dies dient dazu, dass der Fahrer mehr Platz für seine Tricks hat. Inzwischen verzichten jedoch einige Fahrer auf diese Veränderung.
- Verbreiterung der Fußrasten – Ermöglicht dem Fahrer einen sichereren Stand während der Tricks und helfen bei der Rückkehr auf die Rasten bei „no-footed“-Tricks. Zudem werden die bei der Landung auftretenden Kräfte besser auf den Fuß verteilt.
- Hohe Lenker ohne Mittelstrebe um bei Tricks wie „Barhop“ oder „Shaolin“ nicht an der Mittelstrebe hängen zu bleiben.
- Flache Sitzbank um mehr Bewegungsfreiheit zu erreichen. Eine flache Sitzbank kann z. B. durch Beschneiden/Schleifen des Sitzschaums erreicht werden.[4]

## Beschreibung einiger Tricks
Die Namen der Tricks stammen teilweise aus dem BMX Sektor. Bei der Namenswahl/Vergabe neuer Tricks hat ein Fahrer, welcher ihn als erstes sturzfrei zeigt, traditionsgemäß einen entscheidenden Einfluss. Einen neuen Trick als erster öffentlich zu präsentieren ist das große Ziel eines jeden Freestyle MX'ers.
- TP7 – Rückwärtssalto mit 360°-Drehung. Konnte Ende 2009 erstmals von Travis Pastrana gelandet werden.[6]
- Frontflip – Vorwärtssalto mit dem Motorrad. Erstmals gezeigt von Jim DeChamp bei den X-Games 2007. Bei Nitro Circus zeigte er diesen ausgefahren. Unter anderem wird er von Paris Rosen und Jacko Strong gesprungen.
- Backflip – Rückwärtssalto mit dem Motorrad. Erstmals gezeigt wurde ein Backflip von Carey Hart. Jedoch endete dieser mit einem Sturz. Mike Metzger zeigte den ersten ausgefahrenen Backflip.
- Double Backflip – doppelter Rückwärtssalto mit dem Motorrad, erstmals gezeigt von Travis Pastrana.
- „Triple Backflip“ – dreifacher Rückwärtssalto mit dem Dirtbike, erstmals gezeigt von Josh „Sheeny“ Sheehan. Er landete ihn im Mai 2015 in Travis Pastrana's „Pastranaland“.
- Body Varial – Der Fahrer löst sich von der Maschine, dreht sich um die eigene Hochachse, greift die Maschine wieder, sitzt auf und landet. Erstmals gelandet von Chuck Carothers bei den X-Games 2004.
- Shoebox – Der Fahrer verlässt das Motorrad und hakt sich mit den Beinen bei den ausgeschnittenen Seitengriffen fest
- Can can – Der Fahrer bewegt ein Bein nach vorn auf die andere Seite des Tanks und streckt es aus.
- Candybar – Der Fahrer schwingt ein Bein nach vorn über den Lenker.
- Heelclicker (Fersenklicker) – Der Fahrer schwingt die Beine außen an seinen Armen vorbei über den Lenker, bis sich die Füße berühren.
- Cordova – Die Hände bleiben am Lenker, die Füße wandern unter den Lenker und der Fahrer drückt seinen kompletten Oberkörper durch die Lücke nach vorn und legt den Kopf nach hinten.
- Nac nac – Der Fahrer schwingt ein Bein nach hinten über die Sitzbank.
- Cliffhanger (Klippenhänger) – Der Fahrer hakt seine Füße unterm Lenker ein und streckt seinen Körper nach oben aus
- Coffin – Der Fahrer streckt seine Beine unter den Lenker und legt seinen Oberkörper auf die Sitzbank, wobei die Hände am Lenker bleiben.
- Lazy boy (Fauler Junge) – Der Fahrer lässt den Lenker los, legt sich mit gestreckten Armen nach hinten und streckt die Beine nach vorn unter den Lenker, so dass er waagerecht auf der Maschine liegt.
- Fender Kiss – Der Fahrer beugt sich über den Lenker nach vorn, bis er im Idealfall mit seinem Helm das vordere Schutzblech berührt. Beim „Kiss of Death“ werden dabei die Beine nach oben gestreckt (vgl. Tsunami).
- " 360°"  Drehung. Da das Motorrad durch die drehenden Räder stabilisiert wird, kann ein 360° nur off Axis gezeigt werden.
- Tsunami – Der Fahrer hält sich am Lenker fest. Die Maschine schwingt nach unten, während er seinen Körper nach oben ausstreckt. Im Idealfall bilden beide eine senkrechte Linie.
- Tsunami scorpion style (Tsunami Skorpion-Stil) – Beim Tsunami scorpion style beugt der Fahrer die Knie, so dass seine Füße in Flugrichtung zeigen.
- Flintstone (Feuerstein) – Der Fahrer hat beide Beine auf einer Seite der Maschine und „läuft“ in der Luft neben ihr her und nimmt dabei die Hände vom Lenker. Der Name spielt auf das Auto der Zeichentrickfigur Fred Feuerstein an.
- Indian Air – Ähnlicher Trick wie der Superman Seatgrab. Mit dem Unterschied, dass der Fahrer seine Beine über Kreuz wirft, d. h. linkes Bein möglichst weit nach rechts und umgekehrt.
- Nothing – Der Fahrer trennt sich kurzzeitig komplett von der Maschine und fängt sie wieder ein.
- No footer – Der Fahrer nimmt beide Füße von den Fußrasten.
- No hander – Der Fahrer nimmt beide Hände vom Lenker.
- One handed – Der Fahrer nimmt eine Hand vom Lenker.
- Superman – Die Beine und der Oberkörper werden lang nach hinten gestreckt, während die Hände am Lenker bleiben.
- Superman Seatgrab – Erweiterung des Supermans. Der Fahrer wandert während der Übung nach hinten und hält sich meist nur noch mit einer Hand in einer speziell dafür vorgesehenen Griffmulde unter der Sitzbank fest.
- Rock solid – Ähnlicher Trick wie der Superman Seatgrab, allerdings breitet der Fahrer die Arme zur Seite aus und schwebt für kurze Zeit frei über der Maschine.
- To one hand landing – Die Maschine wird mit einer Hand gelandet.
- To no hand landing – Die Maschine wird freihändig gelandet.
- Whip (Peitsche) – Die Maschine wird in der Luft zur Seite gedreht, so dass sie quer zur Flugrichtung steht.
- Suicide Whip – ein No-Handed Whip
- Special Flip / Special Greg – Der Fahrer trennt sich von der Maschine und macht mit seinem Körper einen Rückwärtssalto. Zuerst auf einer MX-Maschine ausgeführt von Tom Pages bei den „X-Games“ 2012. Dieser Trick wurde aus der BMX-Scene abgeleitet, in welcher er zuerst von Greg Powell bei einer Live-Aufführung von Nitro Circus bewältigt wurde.

Boden-Tricks
- Wheelie: Der Fahrer zieht das Vorderrad hoch und fährt auf dem Hinterrad.
- Stoppie: Der Fahrer bremst so an, dass das Hinterrad hochgeht.
- Burnout: Die Maschine steht still und das Hinterrad dreht durch.

Ausgehend von gewissen Basis-Tricks ergeben sich viele Variationen. So kann z. B. ein Superman-Seatgrab (SSG) als Double-SSG (beide Hände greifen in die Grab-Holes) gesprungen werden. Der Double-SSG wiederum kann als Rock Solid (Grab-Holes werden kurzzeitig losgelassen, der Fahrer schwebt über dem Motorrad) gesprungen werden.
Des Weiteren kann man diese verschiedenen Tricks kombinieren. Neuerdings sehr beliebt im FMX sind die Backflip-Kombos wie Backflip-Cordova (erstmals gezeigt von Adam Jones), Backflip Superman, Backflip Lazy Boy und der Heelclicker Backflip.